# Gran Premio del Belgio 2018
Il Gran Premio del Belgio 2018 è stata la tredicesima prova del campionato mondiale di Formula 1 2018. La gara, corsa domenica 26 agosto 2018 sul circuito di Spa-Francorchamps, è stata vinta dal tedesco Sebastian Vettel su Ferrari, al suo cinquantaduesimo successo nel mondiale. Vettel ha preceduto all'arrivo il britannico Lewis Hamilton su Mercedes e l'olandese Max Verstappen su Red Bull Racing-TAG Heuer.

## Vigilia

### Sviluppi futuri
L'australiano Daniel Ricciardo passa dalla Red Bull Racing alla Renault, a partire dal 2019. La casa anglo-austriaca promuove dalla Scuderia Toro Rosso il pilota francese Pierre Gasly.
Il pilota spagnolo della McLaren, Fernando Alonso, annuncia il suo ritiro dalla F1, al termine della stagione 2018. Alonso, che esordì in F1 nel 2001, ha vinto il campionato piloti nel 2005 e nel 2006. Il suo posto nel team britannico è preso dal suo connazionale Carlos Sainz Jr., che arriva dalla Renault.

### Aspetti tecnici
Per questa gara la Pirelli, fornitrice unica degli pneumatici, porta mescole di tipo medie, morbide e supermorbide.
La FIA stabilisce due zone per l'utilizzo del Drag Reduction System: la prima lungo il rettilineo del Kemmel, con punto per la determinazione del distacco tra piloti posto prima della seconda curva. La seconda zona è stabilita sul rettilineo dei box, e detection point fissato prima della curva 18.
La Mercedes porta la terza evoluzione stagionale della power unit: Valtteri Bottas dispone di una power unit nuova in tutta e sei le componenti, mentre per Lewis Hamilton viene montato un nuovo motore termico, un nuovo turbo e una nuova MGU-H. Anche la Ferrari monta per la prima volta la terza evoluzione della power unit, che era stata già predisposta per Haas e Sauber, nel precedente Gran Premio d'Ungheria.

### Aspetti sportivi
Da questa stagione, Johnnie Walker, marca scozzese di whisky, diventa sponsor della gara, al posto della Pirelli.
La scuderia Force India, dopo essere stata messa in amministrazione controllata, viene ceduta a un gruppo di investitori, che comprende anche Lawrence Stroll, padre del pilota della Williams, Lance Stroll. Nelle proprie comunicazioni il team utilizza, d'ora in avanti, il nome Force India F1 Team, senza più l'aggiunta dello sponsor Sahara. La presenza alla gara della scuderia anglo-indiana è messa in dubbio da alcuni problemi legali che ancora non permettono di concludere il passaggio di proprietà. Manca ancora, infatti, l'accordo con un pool di banche indiane che facevano da finanziatrici alla vecchia proprietà: ciò non consente alla nuova proprietà di acquisire il titolo sportivo per partecipare al gran premio. La FIA decide così di escludere la Sahara Force India dal campionato, in forza dell'articolo 8.2 del regolamento sportivo. Il team, da questo momento, parteciperà al campionato col nome di Racing Point Force India F1 Team, ma perde tutti i punti conquistati con la vecchia denominazione.
La Federazione Internazionale dell'Automobile indica l'ex pilota di F1 Mika Salo come commissario aggiunto per la gara. Il finlandese ha già svolto in passato tale funzione, l'ultima al Gran Premio di Germania.
Il pilota britannico Lando Norris ha preso il posto di Fernando Alonso alla McLaren nella prima sessione di prove libere.

## Prove

### Resoconto
Il più rapido della prima sessione di prove libere è Sebastian Vettel, che precede di un decimo e mezzo Max Verstappen. Il tedesco ha ottenuto un tempo di oltre un secondo migliore, rispetto al tempo ottenuto nella stessa sessione del 2017. Dietro all'olandese, invece, si sono classificati Lewis Hamilton, e i due finlandesi Kimi Räikkönen e Valtteri Bottas. Hamilton ha preferito concentrarsi sullo studio delle gomme, mentre Daniel Ricciardo ha potuto utilizzare solo la parte finale della essione, cogliendo il sesto tempo, per un problema agli iniettori del propulsore. Vettel ha provato un'ala posteriore, mentre Räikkönen ha testato un profilo a cucchiaio.
Nella sessione pomeridiana è ancora un pilota della Ferrari, in questo caso Kimi Räikkönen, a cogliere il miglior rilievo cronometrico, a soli 8 decimi dal record della pista. Il finnico precede le due Mercedes, con Hamilton che soffre di un certo sovrasterzo. Le vetture tedesche sembrano poco a loro agio con le gomme supersoft. Vettel si è posizionato al quinto posto, non trovando un corretto assetto del posteriore della monoposto.
Le vetture italiane comandano anche la sessione del sabato, con Sebastian Vettel che precede Kimi Räikkönen di 63 millesimi. Lewis Hamilton, terzo, è l'unico altro pilota a sondare il muro del minuto e 43 secondi. Il maggior carico aerodinamico creato sulle ali della Mercedes hanno permesso ai piloti della casa tedesca di sfruttare al meglio le gomme supersoft. Nel finale di sessione è stata esposta la bandiera rossa, quando Valtteri Bottas ha causato un'uscita di pista a Stoffel Vandoorne, quando il belga è finito in testacoda per evitare il finlandese. Alla ripartenza, dopo la bandiera rossa, Pierre Gasly ha compiuto un testacoda, in uscita dai box.

### Risultati
Nella prima sessione del venerdì si è avuta questa situazione: 
| Pos | Nº | Pilota           | Costruttore               | Tempo    | Gap    | Giri |
| --- | -- | ---------------- | ------------------------- | -------- | ------ | ---- |
| 1   | 5  | Sebastian Vettel | Ferrari                   | 1'44"357 |        | 19   |
| 2   | 33 | Max Verstappen   | Red Bull Racing-TAG Heuer | 1'44"509 | +0"151 | 20   |
| 3   | 44 | Lewis Hamilton   | Mercedes                  | 1'44"676 | +0"318 | 22   |

Nella seconda sessione del venerdì si è avuta questa situazione: 
| Pos | Nº | Pilota          | Costruttore | Tempo    | Gap    | Giri |
| --- | -- | --------------- | ----------- | -------- | ------ | ---- |
| 1   | 7  | Kimi Räikkönen  | Ferrari     | 1'43"355 |        | 29   |
| 2   | 44 | Lewis Hamilton  | Mercedes    | 1'43"523 | +0"168 | 28   |
| 3   | 77 | Valtteri Bottas | Mercedes    | 1'43"803 | +0"448 | 29   |

Nella sessione del sabato mattina si è avuta questa situazione: 
| Pos | Nº | Pilota           | Costruttore | Tempo    | Gap    | Giri |
| --- | -- | ---------------- | ----------- | -------- | ------ | ---- |
| 1   | 5  | Sebastian Vettel | Ferrari     | 1'42"661 |        | 13   |
| 2   | 7  | Kimi Räikkönen   | Ferrari     | 1'42"724 | +0"063 | 15   |
| 3   | 44 | Lewis Hamilton   | Mercedes    | 1'42"798 | +0"137 | 10   |

## Qualifiche

### Resoconto
Le incerte condizioni meteorologiche spingono i piloti ad affrontare subito il tracciato. Il primo crono è di Kimi Räikkönen, con Vettel che si porta secondo, davanti a Hamilton. Valtteri Bottas coglie poi il secondo tempo, mentre Hamilton scala terzo. Non passano la tagliola della qualificazione Carlos Sainz Jr., Fernando Alonso, Sergej Sirotkin, Lance Stroll e Stoffel Vandoorne.
In Q2 Kimi Räikkönen trova subito il record della pista, in 1'41"627. Hamilton si piazza ancora secondo, davanti a Vettel e il duo della Red Bull Racing, prima che la pioggia faccia la sua comparsa sul tracciato. Bottas, che non era riuscito a far segnare tempi nella prima parte di sessione, riesce comunque a scalare in posizione valida per la Q3. Pierre Gasly, Brendon Hartley, Charles Leclerc, Marcus Ericsson e Nico Hülkenberg sono eliminati al termine della sessione. Vettel, al termine della seconda fase, è il pilota col tempo migliore, nuovo record della pista.
La pioggia s'intensifica nella fase decisiva, ma i piloti decidono di affrontare la pista con gomme da asciutto. Bottas va in testacoda, e tutti gli altri piloti decidono di rientrare ai box, tranne quelli della Force India. Le Red Bull optano per le intermedie, che però non sembrano sufficienti. Ricciardo compie un errore alle Combes e manca la chicane; Verstappen fa segnare 2’02"849, due secondi più rapido di Ricciardo. Räikkönen batte l'olandese in 2’02"671.
Hamilton scala terzo, Verstappen si migliora senza battere Kimi Räikkönen, che invece viene battuto da Vettel (2’02"446). La pista sta, intanto, migliorando, diventando più asciutta. Ciò spinge i piloti a cercare di partire per ultimi, per sfruttare le condizioni migliori. Hamilton ottiene 1'58"179, lasciando Vettel a quasi otto decimi. Il tedesco, nell'ultimo giro, è penalizzato dalla batteria non perfettamente carica. Le due Force India monopolizzano la seconda fila, mentre Kimi Räikkönen non riesce a cogliere un ultimo crono, a causa della mancanza di benzina.

### Risultati
Nella sessione di qualifica si è avuta questa situazione:
| Pos                         | Nº | Pilota            | Costruttore               | Q1       | Q2          | Q3          | Griglia |
| --------------------------- | -- | ----------------- | ------------------------- | -------- | ----------- | ----------- | ------- |
| 1                           | 44 | Lewis Hamilton    | Mercedes                  | 1'42"977 | 1'41"553    | 1'58"179    | 1       |
| 2                           | 5  | Sebastian Vettel  | Ferrari                   | 1'43"035 | 1'41"501    | 1'58"905    | 2       |
| 3                           | 31 | Esteban Ocon      | Force India-Mercedes      | 1'44"003 | 1'43"302    | 2'01"851    | 3       |
| 4                           | 11 | Sergio Pérez      | Force India-Mercedes      | 1'44"004 | 1'43"014    | 2'01"894    | 4       |
| 5                           | 8  | Romain Grosjean   | Haas-Ferrari              | 1'43"597 | 1'43"042    | 2'02"122    | 5       |
| 6                           | 7  | Kimi Räikkönen    | Ferrari                   | 1'42"585 | 1'41"533    | 2'02"671    | 6       |
| 7                           | 33 | Max Verstappen    | Red Bull Racing-TAG Heuer | 1'43"199 | 1'42"554    | 2'02"769    | 7       |
| 8                           | 3  | Daniel Ricciardo  | Red Bull Racing-TAG Heuer | 1'43"604 | 1'43"126    | 2'02"939    | 8       |
| 9                           | 20 | Kevin Magnussen   | Haas-Ferrari              | 1'43"834 | 1'43"320    | 2'04"933    | 9       |
| 10                          | 77 | Valtteri Bottas   | Mercedes                  | 1'42"805 | 1'42"191    | senza tempo | 17      |
| 11                          | 10 | Pierre Gasly      | Scuderia Toro Rosso-Honda | 1'44"221 | 1'43"844    | N.D.        | 10      |
| 12                          | 28 | Brendon Hartley   | Scuderia Toro Rosso-Honda | 1'44"153 | 1'43"865    | N.D.        | 11      |
| 13                          | 16 | Charles Leclerc   | Sauber-Ferrari            | 1'43"654 | 1'44"062    | N.D.        | 12      |
| 14                          | 9  | Marcus Ericsson   | Sauber-Ferrari            | 1'43"846 | 1'44"301    | N.D.        | 13      |
| 15                          | 27 | Nico Hülkenberg   | Renault                   | 1'44"145 | senza tempo | N.D.        | 18      |
| 16                          | 55 | Carlos Sainz Jr.  | Renault                   | 1'44"489 | N.D.        | N.D.        | 19      |
| 17                          | 14 | Fernando Alonso   | McLaren-Renault           | 1'44"917 | N.D.        | N.D.        | 14      |
| 18                          | 35 | Sergej Sirotkin   | Williams-Mercedes         | 1'44"998 | N.D.        | N.D.        | 15      |
| 19                          | 18 | Lance Stroll      | Williams-Mercedes         | 1'45"134 | N.D.        | N.D.        | 16      |
| 20                          | 2  | Stoffel Vandoorne | McLaren-Renault           | 1'45"307 | N.D.        | N.D.        | 20      |
| Tempo limite 107%: 1'49"766 |    |                   |                           |          |             |             |         |

In grassetto sono indicate le migliori prestazioni in Q1, Q2 e Q3.

## Gara

### Resoconto
In partenza Lewis Hamilton si difende dall'attacco di Sebastian Vettel e mantiene la prima posizione; i due sono seguiti dai piloti della Force India. Più dietro, Nico Hülkenberg sbaglia il tempo di frenata alla Source e colpisce in pieno la vettura di Fernando Alonso, che spicca il volo appoggiandosi sull'Halo della Sauber di Charles Leclerc, mentre con il muso dell'ala anteriore colpisce la parte posteriore della macchina di Daniel Ricciardo, che a sua volta tocca la gomma posteriore destra di Kimi Räikkönen causandogli una foratura. Alonso, Leclerc e Hülkenberg sono costretti al ritiro.
Nel lungo rettilineo del Kemmel, intanto, Sebastian Vettel si sbarazza di Hamilton e si pone al comando, poco prima che i commissari decidano per l'utilizzo della safety car. Anche i piloti della Force India attaccano, senza successo, il britannico, con quattro vetture che praticamente si trovano sulla stessa linea.
Tutti i piloti vanno ai box per la sosta, mentre i meccanici Red Bull cercano di riparare alla svelta la RB14 di Ricciardo. Al quinto giro l'australiano ritorna in pista, con due giri di ritardo dal gruppo. La gara riprende, con, dietro i primi due, Sergio Pérez, Esteban Ocon, Max Verstappen e Romain Grosjean. All'ottavo giro Verstappen supera Ocon per il quarto posto. Un giro dopo Kimi Räikkönen è costretto al ritiro per via del DRS danneggiato dopo l'incidente e dei danni al fondo provocati dalla foratura del primo giro. Nel frattempo Verstappen supera anche Pérez per il terzo posto, staccato però di 12,7 secondi dal secondo posto. Al tredicesimo giro Valtteri Bottas entra in zona punti, scavalcando Sergej Sirotkin.
Al ventiduesimo giro si ferma Lewis Hamilton, che rientra terzo, alle spalle di Max Verstappen. Un giro dopo entra ai box anche Sebastian Vettel, che mantiene il comando, dopo la sosta. Qualche giro dopo inizia la battaglia tra Marcus Ericsson e Brendon Hartley per la nona piazza: il neozelandese supera la Sauber lungo il rettilineo del Kemmel, ma lo svedese si riprende la posizione successivamente. Al trentesimo giro va ai box anche Valtteri Bottas, per montare un treno di gomme soft. Intanto si ritira Daniel Ricciardo, quando era a un giro dal penultimo posto. Negli ultimi giri Bottas supera le due Force India, e coglie il quarto posto. L'altro pilota della Mercedes, Hamilton, invece, rallenta e vede aumentare a oltre dieci secondi il distacco dal leader di gara Vettel.
Sebastian Vettel vince per la cinquantaduesima volta in carriera e per la tredicesima con la Ferrari. Hanno colto più successi di lui con la casa italiana solo Niki Lauda e Michael Schumacher. Riduce inoltre il suo distacco dalla vetta della classifica a 17 punti.

### Risultati
I risultati del Gran Premio sono i seguenti:
| Pos | Nº | Pilota            | Costruttore               | Giri | Tempo/Ritiro                 | Griglia | Punti |
| --- | -- | ----------------- | ------------------------- | ---- | ---------------------------- | ------- | ----- |
| 1   | 5  | Sebastian Vettel  | Ferrari                   | 44   | 1h23'34"476                  | 2       | 25    |
| 2   | 44 | Lewis Hamilton    | Mercedes                  | 44   | +11"061                      | 1       | 18    |
| 3   | 33 | Max Verstappen    | Red Bull Racing-TAG Heuer | 44   | +31"372                      | 7       | 15    |
| 4   | 77 | Valtteri Bottas   | Mercedes                  | 44   | +1'08"605                    | 17      | 12    |
| 5   | 11 | Sergio Pérez      | Force India-Mercedes      | 44   | +1'11"023                    | 4       | 10    |
| 6   | 31 | Esteban Ocon      | Force India-Mercedes      | 44   | +1'19"520                    | 3       | 8     |
| 7   | 8  | Romain Grosjean   | Haas-Ferrari              | 44   | +1'25"953                    | 5       | 6     |
| 8   | 20 | Kevin Magnussen   | Haas-Ferrari              | 44   | +1'27"639                    | 9       | 4     |
| 9   | 10 | Pierre Gasly      | Scuderia Toro Rosso-Honda | 44   | +1'45"892                    | 10      | 2     |
| 10  | 9  | Marcus Ericsson   | Sauber-Ferrari            | 43   | +1 giro                      | 13      | 1     |
| 11  | 55 | Carlos Sainz Jr.  | Renault                   | 43   | +1 giro                      | 19      |       |
| 12  | 35 | Sergej Sirotkin   | Williams-Mercedes         | 43   | +1 giro                      | 15      |       |
| 13  | 18 | Lance Stroll      | Williams-Mercedes         | 43   | +1 giro                      | 16      |       |
| 14  | 28 | Brendon Hartley   | Scuderia Toro Rosso-Honda | 43   | +1 giro                      | 11      |       |
| 15  | 2  | Stoffel Vandoorne | McLaren-Renault           | 43   | +1 giro                      | 20      |       |
| Rit | 3  | Daniel Ricciardo  | Red Bull Racing-TAG Heuer | 28   | Danni da incidente           | 8       |       |
| Rit | 7  | Kimi Räikkönen    | Ferrari                   | 8    | Danni da incidente           | 6       |       |
| Rit | 16 | Charles Leclerc   | Sauber-Ferrari            | 0    | Collisione con F. Alonso     | 12      |       |
| Rit | 14 | Fernando Alonso   | McLaren-Renault           | 0    | Collisione con N. Hülkenberg | 14      |       |
| Rit | 27 | Nico Hülkenberg   | Renault                   | 0    | Collisione con F. Alonso     | 18      |       |

## Classifiche mondiali

### Piloti
| Pos | Pilota            | Punti |
| --- | ----------------- | ----- |
| 1   | Lewis Hamilton    | 231   |
| 2   | Sebastian Vettel  | 214   |
| 3   | Kimi Räikkönen    | 146   |
| 4   | Valtteri Bottas   | 144   |
| 5   | Max Verstappen    | 120   |
| 6   | Daniel Ricciardo  | 118   |
| 7   | Nico Hülkenberg   | 52    |
| 8   | Kevin Magnussen   | 49    |
| 9   | Fernando Alonso   | 44    |
| 10  | Sergio Pérez      | 40    |
| 11  | Esteban Ocon      | 37    |
| 12  | Carlos Sainz Jr.  | 30    |
| 13  | Pierre Gasly      | 28    |
| 14  | Romain Grosjean   | 27    |
| 15  | Charles Leclerc   | 13    |
| 16  | Stoffel Vandoorne | 8     |
| 17  | Marcus Ericsson   | 6     |
| 18  | Lance Stroll      | 4     |
| 19  | Brendon Hartley   | 2     |

### Costruttori
| Pos | Costruttore               | Punti |
| --- | ------------------------- | ----- |
| 1   | Mercedes                  | 375   |
| 2   | Ferrari                   | 360   |
| 3   | Red Bull Racing-TAG Heuer | 238   |
| 4   | Renault                   | 82    |
| 5   | Haas-Ferrari              | 76    |
| 6   | McLaren-Renault           | 52    |
| 7   | Scuderia Toro Rosso-Honda | 30    |
| 8   | Sauber-Ferrari            | 19    |
| 9   | Force India-Mercedes      | 18    |
| 10  | Williams-Mercedes         | 4     |

## Decisioni della FIA
Al termine della gara, Nico Hülkenberg viene penalizzato di dieci posizioni in griglia di partenza del successivo Gran Premio d'Italia a seguito dell'incidente alla partenza. Dalla sua Superlicenza vengono decurtati tre punti. Anche Valtteri Bottas perde due punti dalla superlicenza e riceve una penalizzazione di 5 secondi sul tempo totale per aver causato un incidente con Sergej Sirotkin; mantiene tuttavia la quarta posizione.